# Umberto Brizzi
Umberto Brizzi (Roma, 10 gennaio 1908 – Nemi, 28 agosto 1991) è stato un sollevatore italiano.

## Biografia
Nato nel 1908 a Roma, gareggiava nella classe di peso dei pesi piuma (60 kg).
A 28 anni partecipò ai Giochi olimpici di Berlino 1936, nei pesi piuma, chiudendo 9º con 277.5 kg totali alzati, dei quali 85 nella distensione lenta, 82.5 nello strappo e 110 nello slancio.
Morì nel 1991, a 83 anni.